# Баранов, Виктор Фёдорович
Виктор Фёдорович Баранов (14 октября 1950, Кривуши, сейчас Кременчугского района Полтавской области — 30 июля 2014) — украинский писатель (поэт, прозаик, переводчик). Председатель Национального союза писателей Украины (с октября 2011 по июль 2014), главный редактор литературного журнала «Киев», вице-президент Общества «Украина-Румыния», член Комитета по присуждению ежегодной премии Президента Украины «Украинская книга года».

## Биография
Виктор Баранов родился 14 октября 1950 года в селе Кривуши Кременчугского района на Полтавщине. В 1974 году окончил филологический факультет Киевского университета им. Тараса Шевченко. Работал на издательской работе.
С 1983 года он работал секретарем Национального союза писателей Украины, а 19 ноября 2011 года. был избран председателем союза. Он сменил на этом посту Владимира Яворивского, который возглавлял Национальный союз писателей Украины на протяжении десяти лет.
Виктор Баранов также был главным редактором литературного журнала «Киев», вице-президентом общества «Украина-Румыния».
Как писатель Виктор Баранов участвовал во встречах с читателями (1985, Тернополь, Бережаны; 1987, Тернополь, Бережаны, Подволочиск), праздниках литературы «Золотая осень» (1985, Тернополь, Теребовля, Чертковский район), «Тернопольская весна» (1989, Тернополь, Бучач, Збараж), «Медоборы» (1996, Збараж, Лановцы), «Хлеб Украины» (1997, Тернополь), праздновании 70-летия со дня рождения Романа Андрияшика (2003, Тернополь, Борщёв).
Умер утром 30 июля 2014 после длительной тяжелой болезни .

## Творчество
Автор многих книг поэзии, прозы, многочисленных переводов, литературно-критических, публицистических и искусствоведческих публикаций. Писал на украинском языке.

### Поэзия
- Сборники стихов:
  - «Рождение пламени» (1978);
  - «В среду рано» (1981);
  - «Георгины в мамином саду»;
  - «Погадай на утренней заре»;
  - «Хата синеглазая» (Международная литературная премия имени Григория Сковороды «Сад божественных песен», 2007).

Один из самых известных стихотворений Виктора Баранова — «К украинцам» — положил на музыку Теодор Кукуруза .

### Проза
- сборники повестей и рассказов «Переступая порог» (1985), «Полоса белая, полоса чёрная»;
- сборник юмористических произведений и литературных пародий «Вечный двигатель» (1980);
- сатирический роман «Презент»;
- романы «Притула», «Смерть по-белому» (Международная литературная премия имени Николая Гоголя, 2007); " Не верь, не бойся, не проси ".

### Переводы
Переводил с румынского языка на украинский произведения М. Эминеску, Т. Аргоза, Ф. Нягу, Дж. Кашбука, Л. Блага и других авторов.

## Награды и премии
Лауреат художественной премии «Киев» в области художественной литературы им. Евгения Плужника, премии им. А. Горняка, Международных литературных премий «Триумф» и «Сад божественных песен» им. Г. Сковороды (2007), литературно-художественной премии им. М. Коцюбинского.
- Орден «За заслуги» III ст. (24 августа 2012) — за значительный личный вклад в социально-экономическое, научно-техническое, культурно-образовательное развитие Украинского государства, весомые трудовые достижения, многолетний добросовестный труд и по случаю 21-й годовщины независимости Украины[5]